# Parque Nacional Natural Tatamá
Der Parque Nacional Natural Tatamá ist ein Nationalpark in Kolumbien. Er liegt in der Westkordillere der Anden und erstreckt sich über die Departamentos Chocó, Valle del Cauca und Risaralda. Der Nationalpark wurde 1987 gegründet und umfasst über 519 Quadratkilometer. Durch seine Lage zwischen 2000 und 4200 Metern Höhe finden sich im Park verschiedene Vegetationszonen und weist eine sehr hohe Biodiversität auf. Bekannt ist insbesondere der Páramo Tatamá, der als einer der ursprünglichsten und unzugänglichsten des Landes gilt.

## Geographie
Der Parque Nacional Natural Tatamá liegt auf dem Gebiet der Gemeinden San José del Palmar, Tadó und Condoto im Departamento Chocó, Pueblo Rico, Apía, Santuario und La Celia im Departamento Risaralda und El Águila im Departamento Valle del Cauca in der Westkordillere der kolumbianischen Anden.

## Biodiversität

### Flora
Der Nationalpark Tatamá schützt neben 564 Orchideenarten auch verschiedene Baumarten, darunter einige, die vom Aussterben bedroht sind, wie zum Beispiel:
- Persea rigens
- Aniba perutilis
- Calophyllum brasiliense
- Talauma sp.
- Magnolia hernandezii
- Beilschmiedia sp.
- Eschweilera sp.
- Billia columbiana
- Podocarpus sp.
- Ocotea rufa
- Brunellia sp.
- Ocotea oblonga
- Spirotheca rhodostyla
- Vochysia sp.
- Gordonia sp.
- Dialyanthera otoba
- Juglans neotropica

### Fauna

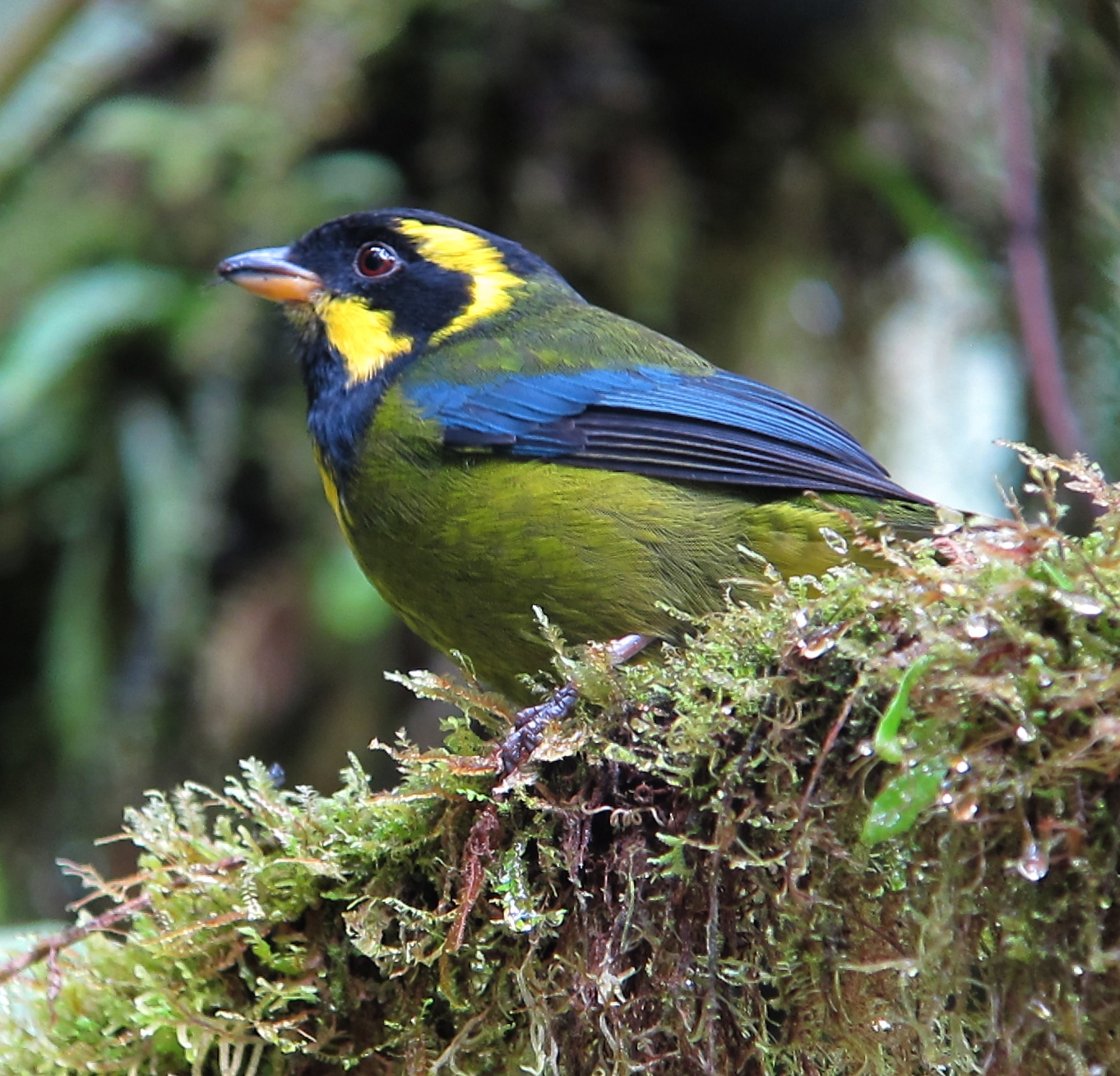
Goldringtangare

Die avifaunische Diversität im Nationalpark Tatamá ist hoch: hier leben 402 Vogelarten, darunter der Bergtukan und zahlreiche Kolibriarten. Die Goldringtangare (Bangsia aureocincta) ist im Park endemisch, 11 sind endemisch in der Westkordillere, 9 endemisch in Kolumbien und 14 annähernd endemisch.
Die Nationalparkverwaltung zählte 110 im Park lebende Säugetierarten, wie zum Beispiel Brillenbären, Stachelschweine und Pumas. Im Park findet sich das Kolumbianische Wiesel (Mustela felipei), das als das seltenste Säugetier Südamerikas gilt. Die fünf Exemplare, die untersucht wurden, stammen aus Kolumbien und Ecuador. Eines davon wurde im Alto Galápago an der Südgrenze des Parkes gefangen.
Des Weiteren wurden im Nationalpark 108 Reptilienarten nachgewiesen.

## Tourismus
Der Nationalpark Tatamá baute Möglichkeiten für Ökotourismus auf. Ein Besucherzentrum liegt nahe dem Parkeingang im Parque Municipal Natural Planes de San Rafael, das sich etwa 70 Kilometer von Pereira.